# The Paul Simon Songbook
The Paul Simon Songbook è il primo album discografico in studio da solista del cantautore statunitense Paul Simon, pubblicato nell'agosto del 1965.
Dopo la pubblicazione, nel 1964, del primo album del duo folk Simon & Garfunkel, Paul Simon registrò a Londra il suo primo album da solista, il disco contiene brani che saranno resi famosi dalla coppia folk di lì a poco (come Kathy's Song, I Am a Rock e Patterns).
Nel 2004 la Columbia Records pubblicò il disco con due bonus aggiunti, esistono tuttavia alcune pubblicazioni non ufficiali contenenti molti bonus (ad esempio The Paul Simon Songbook Plus... conta in totale 26 brani).
Erroneamente alcune fonti (tra cui il sito ufficiale del cantautore) riportano come data di pubblicazione il giugno del 1965 (il periodo di registrazione dell'album fu tra il 17 giugno ed il 5 luglio 1965).

## Tracce
Brani composti da Paul Simon (due brani portano la firma di Paul Kane, pseudonimo dello stesso Paul Simon).
Lato A
1. I Am a Rock – 2:45 – Registrato il 17 giugno 1965
2. Leaves That Are Green – 2:33 – Registrato il 17 giugno 1965
3. A Church Is Burning – 3:26 – Registrato il 5 luglio 1965
4. April Come She Will – 1:51 – Registrato il 23 giugno 1965
5. The Sound of Silence – 3:09 – Registrato il 23 giugno 1965
6. A Most Peculiar Man – 2:26 – Registrato il 17 giugno 1965

Durata totale: 16:10
Lato B
1. He Was My Brother – 2:49 (Paul Kane) – Registrato il 5 luglio 1965
2. Kathy's Song – 3:31 – Registrato il 17 giugno 1965
3. The Side of a Hill – 2:20 (Paul Kane) – Registrato il 5 luglio 1965
4. A Simple Desultory Philippic – 3:12 – Registrato il 5 luglio 1965
5. Flowers Never Bend with the Rainfall – 2:47 – Registrato il 5 luglio 1965
6. Patterns – 3:10 – Registrato il 17 giugno 1965

Durata totale: 17:49
Edizione CD del 2004, pubblicato dalla Columbia Records (5154212000)
Brani composti da Paul Simon.
1. I Am a Rock – 2:41
2. Leaves That Are Green – 2:30
3. A Church Is Burning – 3:24
4. April Come She Will – 1:48
5. The Sound of Silence – 3:06
6. A Most Peculiar Man – 2:23
7. He Was My Brother – 2:46
8. Kathy's Song – 3:29
9. The Side of a Hill – 2:17
10. A Simple Desultory Philippic (Or How I Was Robert McNamara's Intro Submission) – 2:18
11. Flowers Never Bend with the Rainfall – 2:17
12. Patterns – 3:03
13. I Am a Rock – 2:44 – Bonus Track - Previously Unreleased Alternate Version
14. A Church Is Burning – 3:10 – Bonus Track - Previously Unreleased Alternate Version

Durata totale: 37:56
- Brani #13 e #14, registrati il 23 giugno 1965

## Formazione
- Paul Simon - voce, chitarra